# Tshitolean
Het Tshitolean (ook Tshitolian, Tchitolian of Tschitolian) was een Later Stone Age-industrie in westelijk Centraal-Afrika en vooral in het Congobekken rond 15.000 BP, vernoemd naar vondsten bij Tshitole ya Ganze in Oost-Kasaï, Congo-Kinshasa. In zijn vroegste fase vormde het aanvankelijk een Lupemban-Tshitolean-complex met het oudere Lupemban, waaruit het voortkwam en waarvan de jongere fase ongeveer gelijktijdig is. Het Tshitolean is grotendeels microlithisch van aard. 

## Periodisering
De Lupemban-Tshitolean-overgangszone is de laatste fase van het Middle Stone Age in het Congobekken en het Victoriameerbekken en wordt beschouwd als de vroegste fase van het Tshitolean die nog steeds sterk bepaald is door Lupemban-elementen, die regionaal, zoals in het gebied van Dundo in de provincie Lunda Norte in Angola, al kunnen worden gerekend tot de Later Stone Age, maar zeer heterogeen zijn qua regionale structuur. Over het geheel genomen vond de ontwikkeling van de microlitische mode 5-industrie in Centraal-Afrika plaats in twee regionaal verschillende fasen:
1. In savannegebieden zoals Zambia en Zuid-Angola verschenen microlithische industrieën al vroeg, rond 19.000 BP, als het zogenaamde Nachikufan I, die voortkwam uit het Bambata-complex. De Matupi-grot in het uiterste noordoosten van de Democratische Republiek Congo wordt als een belangrijke site beschouwd. De Matupi-inventaris lijkt tot 40.000 jaar oud te zijn en dateert uit een tijd waarin deze grot net buiten het equatoriale regenwoud lag.
2. In de latere fase ontwikkelde het Tshitolean zich vanuit het Lupemban aan de zuidelijke rand van het regenwoud.

## Datering
Een vroegste datering van de overgangsfase rond 30.000 BP lijkt waarschijnlijk, ondanks grote onzekerheden in dit opzicht. Er zijn echter ook jongere inventarissen, bijvoorbeeld in de Democratische Republiek Congo (Kalina Point), waar 14.480 BP is gemeten, waarbij er een overeenkomst bestaat tussen de inventaris en de vondsten van de Kalambo Falls, die een ouderdom hebben van 27.500 ± 2.300 jaar. BP. Het kerngebied van het eigenlijke Tshitolean in Angola ligt tussen 14.000 BP als vroegste datum en 5000 BP (3000 v.Chr.) als laatste. In Kinshasa, met zijn late Tshitolean-fase, werd het C-14 gedateerd op het einde van het 4e en het begin van het 3e millennium v.Chr. Soortgelijke industrieën dateren uit de periode na het begin van de jaartelling en overlappen chronologisch met de vroege keramische culturen daar, bijvoorbeeld in Congo-Brazzaville rond 2000 v.Chr.

## Verspreiding
De exacte geografische omvang van het Tshitolean is onbekend, ook omdat er een vrij breed scala aan soorten gereedschap bestaat tussen locaties die relatief dicht bij elkaar liggen. Naast het Centraal-Afrikaanse kerngebied, met name het Congobekken, zijn soortgelijke inventarissen ook te vinden in Oost-Afrika (Orichinga Valley). Het uitbreidingsgebied van vergelijkbare industrieën strekt zich uit van Noordwest-Congo tot Gabon en Kameroen. In het noorden van de Democratische Republiek Congo kunnen twee mogelijk in de tijd verschillende stadia van Tshitolean worden waargenomen, die te wijten kunnen zijn aan verschillende omgevingsomstandigheden (open plateau versus beboste valleien) of aan seizoensmigratie van de bevolking. 
1. Eén vooral op hogere niveaus rond valleibekkens. Als typisch gereedschap werden daar grote hoeveelheden bladvormige punten en pijlpunten met schacht aangetroffen, evenals een aantal grotere tweezijdige gereedschappen.
2. De andere, vooral in dichter beboste riviervalleien, heeft typische microgravels (petits tranchets) en trapeziumvormige microlieten in zijn inventaris.

De verschillen lijken echter eerder milieu- en materiaalgerelateerd te zijn dan dat ze verschillende populaties vertegenwoordigen. In beide gebieden waren er fijn vervaardigde bijlen uit de Lupemban-traditie die gebruik maakten van een kerntechnologie, hoewel ze kleiner waren dan hun voorgangers. Uit de verdeling van vondsten kan worden geconcludeerd dat er in de galerijbossen van de valleien op groot wild zoals nijlpaarden en olifanten werd gejaagd, vooral omdat de jachtkampen daar ook groter waren, terwijl de seizoensjacht op antilopen plaatsvond op de plateaus. Inventarissen in de vorm van een late Lupemban-Tshitolean inventaris worden voornamelijk in het Kinshasa-gebied aangetroffen. Ze zijn vergelijkbaar met die van de Dundo-regio en dateren uit het 8e millennium v.Chr. Geometrische microlieten ontbreken hier, maar komen wel voor in gelijktijdige inventarisaties, bijvoorbeeld bij het Mai-Ndombemeer. 

## Gereedschapsinventaris
Al tijdens het Lupemban-Tshitolean vindt men een algemene verkleining, evenals verfijning en verscheidenheid aan gereedschappen, bijvoorbeeld in het geval van kernafslagen en -punten, vooral in het geval van gekartelde stukken. Tegelijkertijd was er ook een verschuiving in de productie van radiaal symmetrische kernen naar klingen met parallelle randen. De belangrijkste werktuigvorm is een relatief kleine bladvormige kling. Er zijn ook kleine schrabbers en meestal driehoekige, vaak zijdelings afgeknotte, trapeziumvormige of halvemaanvormige microlieten. Er verschenen nieuwe stekervormen gemaakt van afslagen, die waarschijnlijk dienden als pijlpunten, maar ook als zijschrabbers en zijdelings afgestompte klingen. De Levalloistechniek van kernvoorbereiding werd nu altijd gebruikt bij het snijden en de productie van klingen. Bladpunten (lanceolaten) werden echter nog steeds geprepareerd door dikkere fragmenten aan beide zijden te bewerken. Piramidevormige en dubbelzijdig conische bladpunten nemen toe. Er waren ook hele kleine puntige bijlen voor houtbewerking en vuistbijlachtige choppers. De ontwikkeling van deze werktuigen lijkt een geleidelijk proces te zijn geweest, dat begon tussen 14.000 en 12.000 BP. In de latere Tshitolean-stadia zijn er nog verdere bijlachtige werktuigen.  
De verdere ontwikkeling van de Tshitolean-werktuigen, vooral in het Dundo-gebied, kan niet met zekerheid worden opgehelderd, maar ze lijken in hun ontwikkelde vorm te zijn blijven bestaan lang nadat de aardewerkproductie begon, mogelijk als laat-Tshitolisch onder invloed van de mensen uit de vroege ijzertijd tot aan het begin van de jaartelling, hoewel de dragers van het late Tshitolean waarschijnlijk al in de pre-ijzertijd neolithische technieken hadden overgenomen. In de laatste fase, waarin ook een duidelijk verband bestaat met de inventarissen in Kameroen en Equatoriaal-Guinea, ziet men steeds meer neolithische vondsten in de vondstcomplexen van de beneden-Congo-regio, hetgeen ook blijkt uit bodemvondsten met typisch landbouwslib. Afzettingen en tekenen van erosie veroorzaakt door massale ontginning houden verband met de vroege landbouw, die tot ver in het 1e millennium n.Chr. in verband wordt gebracht met Tshitolisch-typische inventarissen, en gedeeltelijk als het Leopoldian Neolithic tot in de 19e eeuw. Dit fenomeen komt niet voor in het noordoosten van Angola. Aan de andere kant bleven hardnekkige jager-verzamelaarspopulaties, vooral in Zuid-Afrika en Centraal- en Oost-Afrika (San, Khoikhoi, Pygmeeën, enz.), tot voor kort werktuigen van het Lupemban-Tshitolean-type gebruiken.   